# ボク少女
ボク少女（ボクしょうじょ）、またはボクっ子（ボクっこ）、ボクっ娘（ボクっこ）、僕女（ぼくおんな）は、主に男性によって使われる一人称である「ボク」などを使う少女のこと。類義語に一人称の「俺」を使う女性を指す俺女（おれおんな）、オレっ娘（オレっこ）がある。
本項ではサブカルチャー作品に登場するものを中心に、少女に限らないそれらの類義語全体について説明する。

## 概要
大勢の女性キャラクターが登場する美少女ゲーム作品では、台詞の発言者を区別しやすくするため、キャラクターごとに異なる一人称を設定してキャラクターの個性を際立たせることが、作劇上の基本的なテクニックとして用いられている。漫画、アニメ、ゲームといったサブカルチャーにおけるそのような作品においては、「ボク」「僕」「俺」「オレ」「オイラ」「ワシ」「俺様」などの男性用の一人称を使う少女がしばしば作品に一人程度は登場しており、それらを総称する言葉として「ボク少女」やその類義語が用いられる。このような特徴に惹かれる者もおり、いわゆる「萌え要素」としても確立している。
ボク少女にはボーイッシュな性格付けがしばしばなされるが、フェミニンなキャラクターが「ボク」と自称する場合もある。また「オレっ娘」に関しては、人格が豹変し凶暴となったキャラクターや怒った際などに伝法な男口調になるキャラクターがその際に「俺」や「ワシ」を用いることも多々ある。叙述トリックとして利用するためにボク少女が使われることもある。
サブカルチャーにおけるこうしたボク少女は、周囲に男と思わせているようなキャラクターを除外しても第二次世界大戦前から存在した。小説の例では横溝正史の1936（昭和11）年発表の短編『蜘蛛と百合』の伊馬とり子や、『噴水のほとり』の百合園美々子（ミミ）などが存在する。
漫画では手塚治虫『リボンの騎士』の「サファイア」や同『ひまわりさん』の「風野日由子」など1950年代から散見されるが、普及のきっかけとなった作品やその時期については諸説ある。手塚治虫が上記のような少年的立ち居振る舞いの少女キャラクター像を確立した背景には、宝塚歌劇団の影響があることが指摘されている。具体的には、宝塚や松竹ほか諸少女歌劇団の人気が成人男性中心から女学生や若い女性中心に移行した昭和9、10年ころ、女学生のあいだに「君」「ボク」「ナニ言ってやがるンだい」などの男言葉が流行したのを先駆とする。
「男装の麗人」「東洋のマタ・ハリ」としてマスコミに謳われた川島芳子（清朝、皇族）は、婦人公論への寄稿などでも「僕」の代名詞を使っていた。
1933（昭和8）年の7月には、家出した文学に親しむ女子高生達が平常から「僕」「君」という代名詞を使っていたと報道された。
日本の女性歌手には昔から一人称の「ボク」の歌を歌うものも珍しくない。歌詞の語り手を男性に設定した「男唄（おとこうた）」と解釈できるものもあるが、そうでない例も見られる。例えば「四季の歌」（1972年）には「ぼくの恋人」というフレーズがあるが、その恋人は男性の詩人ハイネに例えられており、この歌の主体は女性であると解釈することもできる。ただし、こういった実例とは異なり、明確にボク少女のことを歌った歌として、松本ちえこの「ぼく」（1976年）がある。

## ボク少女と現実
前述のように、フィクションの世界において女性が男性一人称を用いることは珍しいことではない。その一方で明治維新以降の大日本帝国や、太平洋戦争以後の日本においては、女性が「僕」や「俺」のような一人称を用いることは社会的に歓迎されていない。
しかし近年では、現実にそのような人称を使う女性も増えているとも言われている。心理学者の富田隆はこのような傾向について、単に男友達や、フィクション作品の一人称を真似ているうちに定着してしまった場合などが多いとしつつも、男性への憧れや、既存の女性のように成長したくないという願望の現れである場合もあると説明している。
当事者として「ぼく」を使用するタレントの春名風花は、「女性が使う一人称は『わたし』だけど、ちょっと堅苦しくて、しっくりこない。……男性は時と場合に応じて『オレ』や『ぼく』、『わたし』も使えてうらやましい。どうして女性には普通の一人称がないんだろう。女の子だって、改まるでも、こびるでもない、人と対等に話せる一人称が欲しいのに」と考えていたときにアニメ『少女革命ウテナ』と出会い、それ以来「ぼく」を好んで使うようになったという。ただし春名の場合、男性でも「わたし」を使うような改まった場面では自身も同様に「わたし」を使うとしている。
教育学者の本田由紀が2009年 - 2010年に神奈川県の公立中学校の生徒を対象に行ったアンケート調査によると、一人称に「ボク」「オレ」を使用しているのはそれぞれ女子全体の1.2%・3.8%であり、「ジブン」も含めて男性一人称を使用している者は5.0%を占める。このような言葉遣いは一般人に限った話ではなく、矢口真里が自身を「おいら」と称している例、近年でも上述の春名やでんぱ組.incの最上もが、タレントのあのらが常時「ぼく」という一人称を使っている事例がある。
なお、江戸時代には「俺」という一人称が老若男女問わず広く使われていたこともある。ほか、中部地方、特に山梨県などでは現在でも方言で「オレ」という一人称を用いる女性、東北地方、特に福島県では「ワシ」を使う女性は存在している。